# 阿爾發音樂
25°02′28.0″N 121°34′20.4″E / 25.041111°N 121.572333°E
阿爾發音樂股份有限公司（Alfa Music International, Inc.）為台灣的一家音樂製作公司，前身為台灣著名藝人吳宗憲成立的「阿爾發企劃公司」（即「阿爾發唱片」）。2001年，吳宗憲以新台幣3億元將阿爾發企劃出售給好樂迪股份有限公司；2002年「友茂實業股份有限公司」（好樂迪KTV安和店的公司登記名稱）入股完成併購阿爾發企劃，之後將其改名為「阿爾發音樂」，仍由資深音樂人楊峻榮續任总经理，旗下有周杰倫、温嵐、南拳媽媽和蔡詩蕓等知名藝人。之後，阿爾發音樂又合併了同屬好樂迪集團旗下的「亞律音樂」、「動能音樂」、「摩迪音樂」。2007年初，周杰倫離開阿爾發音樂；同年4月1日，周杰倫成立「杰威爾音樂」。
2011年底，阿爾發音樂總部遷移至臺北市重慶北路三段原壹電視大樓，轉型為音樂製作公司與經紀公司，主要作者為巫宇軒（金曲獎最佳作詞人）、詹宇豪、林理惠（火星熊成員）等作者。該公司與角頭音樂共有錄音室，2012年推出女子創作和聲團體火星熊，2014年推出少女團體Dears。
2017年，與韓國男團INX簽下台灣唱片合約；同年3月，與母公司好樂迪、錢櫃和年代集團及其子公司壹電視共同創立「阿爾發星光學院」，為一間流行藝術學院；同年7月，開設寒暑假課程。2018年初，與韓國選秀節目《Produce101第二季》拍攝地Global K Center合作，透過遊學團、交換生與師資交換，帶給台灣學生正統韓國練習生訓練，並從中挑選出擁有藝人特質的學生。

## 旗下藝人

### 團體
- 火星熊（Mars&Coara）

## 已解約藝人
- 吳宗憲（自立嘉瑪音樂）
- 江蕙
- 巫啟賢
- 康康
- 施文彬
- 比莉（王雪娥）
- 王開城
- 周杰倫（自立杰威爾音樂）
- 梁心頤
- 南拳媽媽
- 溫嵐
- 芮恩
- 鐵竹堂
- 孫耀威
- 黃維德
- 游喧（游艾迪）
- 咻比嘟嘩（已解散）
- 黃小琥
- 吳姵文
- 林寶
- 齊秦（自立美夢成真音樂）
- 黃乙玲
- 黃妃
- 王藍茵
- 陳威全
- 蔡詩蕓
- 張傑
- INX
- Dears
- Ciao俏女孩
- Valerie海棠
- Whaaaaas UP！
- 鄭怡
- 呂方

## 外部連結
- （繁體中文）阿爾發音樂股份有限公司的Facebook專頁
- （繁體中文）阿爾發星光學院的Facebook專頁
- （繁體中文）阿爾發星光學院 （页面存档备份，存于）
- YouTube上的阿爾發音樂頻道
- YouTube上的阿爾發星光學院頻道
- 阿爾發音樂股份有限公司台灣公司資料 （页面存档备份，存于）